# Distrito histórico de Collinsville
El Distrito histórico de Collinsville es un distrito histórico ubicado en Collinsville, Alabama, Estados Unidos.

## Historia
Después de que los Cherokee fueran removidos en 1835, Collinsville fue fundada en un terreno propiedad de Alfred Collins, un colono del condado de Rhea, Tennessee. Para 1848, tenía el título de propiedad de más de 680 acres (275 ha). En 1852, comenzó la construcción del ferrocarril Wills Valley, que atraviesa Collinsville entre Chattanooga y Elyton (actual Birmingham); la compañía pasó a llamarse Alabama Great Southern Railroad en 1877. La ciudad comenzó a crecer y se incorporó en 1887. Dos incendios en 1884 y 1900 destruyeron la mayoría de los edificios comerciales y las inundaciones también asolaron la ciudad; un dique en Little Wills Creek fue construido en 1937 por la Works Progress Administration.

## Descripción
El distrito histórico es principalmente residencial y el resto comercial, cuenta también con dos iglesias, un garaje, dos edificios industriales, tres puentes y un dique. Los edificios comerciales se construyen en su mayoría en estilos comerciales simples, y casi todos datan de después del incendio de 1900. Notable es el Teatro Cricket construido bajo el estilo streamline moderne en 1946. La mayoría de las casas datan de 1891 a 1930, muchas de las cuales son de estilo reina ana, victoriana tardía, american craftsman y vernáculo. El distrito fue incluido en el Registro Nacional de Lugares Históricos en 2006.